# 丸山一彦
丸山 一彦（まるやま かずひこ、1921年(大正10年) -2004年？）は、国文学者。学位は、文学博士（東京教育大学・論文博士・1977年）（学位論文「一茶研究」）。宇都宮大学名誉教授。

## 人物・来歴
栃木県足利市生まれ。東京文理科大学国文科卒、中学教師ののち秋田大学助教授、宇都宮大学教授、1977年「一茶研究」で東京教育大学より文学博士の学位を取得。1985年定年退官、名誉教授、白鷗大学教授。1992年栃木県文化功労者。専門は近世俳文学。

## 著書
- 『紀行の味わい方・書き方』中等教育研究会　梅谷学習文庫、1953
- 『小林一茶』南雲堂桜楓社　俳句シリーズ 人と作品、1964
- 『一茶』花神社、1982
- 『蕪村』花神社、1987
- 『一茶とその周辺』花神社、2000

### 校訂・注
- 小林一茶『父の終焉日記・寛政三年紀行 附現代語訳』角川文庫、1962
- 『古典俳文学大系 15　一茶集』小林計一郎共校注 集英社、1970
- 『日本古典文学全集 42 (近世俳句俳文集)』栗山理一、山下一海、松尾靖秋共校注・訳 小学館、1972
- 『評釈芭蕉 俳諧・俳文・俳論』尾形仂共著　旺文社、1972
- 『一茶全集 第6巻　句文集・撰集・書簡』小林計一郎共校注 信濃毎日新聞社、1976
- 『一茶全集 第7巻　雑録』小林計一郎共校注　信濃毎日新聞社、1977
- 『一茶全集 第5巻　紀行・日記/俳文拾遺/自筆句集/連句/俳諧歌』小林計一郎共校注　信濃毎日新聞社、1978
- 『一茶俳句集」新訂　校注 岩波文庫、1990
- 『蕪村全集 第3巻　句集・句稿・句会稿』尾形仂共校注 講談社、1992
- 『蕪村全集 第7巻　編著・追善』山下一海共校注　講談社、1995
- 『蕪村全集 第2巻』講談社、2001
- 『一茶七番日記』校注　岩波文庫、2003